# Justicia siraensis
Justicia siraensis är en akantusväxtart som beskrevs av Wassh.. Justicia siraensis ingår i släktet Justicia och familjen akantusväxter. Inga underarter finns listade i Catalogue of Life.